# Mas Mota
El Mas Mota és una masia de Salt (Gironès) protegida com a bé cultural d'interès local.

## Descripció
Edifici aïllat corresponent a una antiga masia de planta quadrangular i estructurada interiorment en tres crugies perpendiculars a la façana principal. Es desenvolupa en planta baixa i planta pis. Una tercera planta només agafa la crugia central adoptant la tipologia de la masia basilical. La coberta és de teula àrab a dues vessants. Les parets portants són de maçoneria, que és estucada a les quatre façanes exteriors. Les dues façanes principals presenten un esquema compositiu a partir d'un eix central que és emfasitzat per la porta d'accés i la disposició tipològica basilical de la construcció. Els dos portals d'accés són emmarcats amb carreus ben tallats i tenen forma d'arc rebaixat.

## Història
L'edifici és situat al barri del veïnat i actualment es troba envoltat de blocs de pisos de construcció recent. Ha estat restaurada recentment i s'ha rehabilitat per a Centre social del barri.